# 赖亨多夫
赖亨多夫是奥地利施蒂利亚州魏茨县的一个市镇。总面积4.93平方公里，总人口609人，人口密度123.5人/平方公里（2005年）。